# Seven Femenino de Dubái 2022
El Seven Femenino de Dubái 2022 fue el primer torneo de la Serie Mundial Femenina de Rugby 7 2022-23.
Se disputó en la instalaciones del The Sevens Stadium.

## Formato
El torneo se disputó en un fin de semana, a lo largo de dos días. Participaron 12 equipos: los 11 de estatus permanente y otro invitado.
Se dividieron en tres grupos de cuatro equipos, donde cada uno de estos jugó un partido ante sus rivales de grupo. Cada victoria otorgó 3 puntos, cada empate 2 y cada derrota 1.
Los dos equipos con más puntos en cada grupo y los dos mejores terceros avanzaron a cuartos de final de la Copa de Oro. Los cuatro ganadores avanzaron a semifinales de la Copa de Oro, y los cuatro perdedores a semifinales del quinto puesto.
En tanto, los restantes cuatro equipos de la fase de grupos avanzaron a semifinales de la challenge trophy.

## Fase de grupos
|  | Avanzan a cuartos de final. |

### Grupo A
| Pos | Países         | Partidos | Partidos | Partidos | Tantos | Tantos | Tantos | Pts |
| Pos | Países         | G        | E        | P        | PF     | PC     | DP     | Pts |
| --- | -------------- | -------- | -------- | -------- | ------ | ------ | ------ | --- |
| 1   | Australia      | 3        | 0        | 0        | 98     | 19     | 79     | 9   |
| 2   | Estados Unidos | 2        | 0        | 1        | 41     | 43     | -2     | 7   |
| 3   | Canadá         | 1        | 0        | 2        | 33     | 55     | -22    | 5   |
| 4   | China          | 0        | 0        | 3        | 24     | 79     | -55    | 3   |

| 2 de diciembre | Estados Unidos | 12 - 7 | Canadá |  |  |

| 2 de diciembre | Australia | 36 - 7 | China |  |  |

| 2 de diciembre | Estados Unidos | 17 - 7 | China |  |  |

| 2 de diciembre | Australia | 33 - 0 | Canadá |  |  |

| 2 de diciembre | Australia | 29 - 12 | Estados Unidos |  |  |

| 2 de diciembre | Canadá | 26 - 10 | China |  |  |

### Grupo B
| Pos | Países        | Partidos | Partidos | Partidos | Tantos | Tantos | Tantos | Pts |
| Pos | Países        | G        | E        | P        | PF     | PC     | DP     | Pts |
| --- | ------------- | -------- | -------- | -------- | ------ | ------ | ------ | --- |
| 1   | Nueva Zelanda | 3        | 0        | 0        | 85     | 29     | 56     | 9   |
| 2   | Francia       | 2        | 0        | 1        | 72     | 59     | 13     | 7   |
| 3   | Gran Bretaña  | 1        | 0        | 2        | 71     | 52     | 19     | 5   |
| 4   | Brasil        | 0        | 0        | 3        | 19     | 107    | -88    | 3   |

| 2 de diciembre | Nueva Zelanda | 19 - 12 | Gran Bretaña |  |  |

| 2 de diciembre | Francia | 34 - 7 | Brasil |  |  |

| 2 de diciembre | Nueva Zelanda | 35 - 5 | Brasil |  |  |

| 2 de diciembre | Francia | 26 - 21 | Gran Bretaña |  |  |

| 2 de diciembre | Brasil | 7 - 38 | Gran Bretaña |  |  |

| 2 de diciembre | Francia | 12 - 31 | Nueva Zelanda |  |  |

### Grupo C
| Pos | Países  | Partidos | Partidos | Partidos | Tantos | Tantos | Tantos | Pts |
| Pos | Países  | G        | E        | P        | PF     | PC     | DP     | Pts |
| --- | ------- | -------- | -------- | -------- | ------ | ------ | ------ | --- |
| 1   | Irlanda | 3        | 0        | 0        | 76     | 48     | 28     | 9   |
| 2   | España  | 2        | 0        | 1        | 61     | 42     | 19     | 7   |
| 3   | Fiyi    | 1        | 0        | 2        | 64     | 59     | 5      | 5   |
| 4   | Japón   | 0        | 0        | 3        | 45     | 97     | -52    | 3   |

| 2 de diciembre | Irlanda | 21 - 7 | España |  |  |

| 2 de diciembre | Fiyi | 33 - 14 | Japón |  |  |

| 2 de diciembre | Irlanda | 31 - 24 | Japón |  |  |

| 2 de diciembre | Fiyi | 14 - 21 | España |  |  |

| 2 de diciembre | Irlanda | 24 - 17 | Fiyi |  |  |

| 2 de diciembre | España | 33 - 7 | Japón |  |  |

## Fase final

### Definición 9° puesto
|  | Semifinal | Semifinal | Semifinal |        |       | 9° puesto  | 9° puesto  | 9° puesto  |  |
|  |           |           |           |        |       |            |            |            |  |
|  |           |           |           |        |       |            |            |            |  |
|  | Japón     | Japón     | 12        |        |       |            |            |            |  |
|  | Japón     | Japón     | 12        |        |       |            |            |            |  |
|  | China     | China     | 7         |        |       |            |            |            |  |
|  | China     | China     | 7         |        | Japón | Japón      | 10         |            |  |
|  |           |           |           |        | Japón | Japón      | 10         |            |  |
|  |           |           | Canadá    | Canadá | 15    |            |            |            |  |
|  | Canadá    | Canadá    | Canadá    | Canadá | 15    | 36         |            |            |  |
|  | Canadá    | Canadá    |           |        |       | 36         |            |            |  |
|  | Brasil    | Brasil    | 5         |        |       | 11° puesto | 11° puesto | 11° puesto |  |
|  | Brasil    | Brasil    | 5         |        |       | 11° puesto | 11° puesto | 11° puesto |  |
|  |           |           |           |        |       |            |            |            |  |
|  |           |           |           |        |       | China      | China      | 31         |  |
|  |           |           |           |        |       | China      | China      | 31         |  |
|  |           |           |           |        |       | Brasil     | Brasil     | 21         |  |
|  |           |           |           |        |       | Brasil     | Brasil     | 21         |  |
|  |           |           |           |        |       |            |            |            |  |

### Definición 5° puesto
|  | Semifinal    | Semifinal    | Semifinal |      |         | 5° puesto    | 5° puesto    | 5° puesto |  |
|  |              |              |           |      |         |              |              |           |  |
|  |              |              |           |      |         |              |              |           |  |
|  | Gran Bretaña | Gran Bretaña | 12        |      |         |              |              |           |  |
|  | Gran Bretaña | Gran Bretaña | 12        |      |         |              |              |           |  |
|  | Irlanda      | Irlanda      | 21        |      |         |              |              |           |  |
|  | Irlanda      | Irlanda      | 21        |      | Irlanda | Irlanda      | 12           |           |  |
|  |              |              |           |      | Irlanda | Irlanda      | 12           |           |  |
|  |              |              | Fiyi      | Fiyi | 28      |              |              |           |  |
|  | España       | España       | Fiyi      | Fiyi | 28      | 5            |              |           |  |
|  | España       | España       |           |      |         | 5            |              |           |  |
|  | Fiyi         | Fiyi         | 26        |      |         | 7° puesto    | 7° puesto    | 7° puesto |  |
|  | Fiyi         | Fiyi         | 26        |      |         | 7° puesto    | 7° puesto    | 7° puesto |  |
|  |              |              |           |      |         |              |              |           |  |
|  |              |              |           |      |         | Gran Bretaña | Gran Bretaña | 10        |  |
|  |              |              |           |      |         | Gran Bretaña | Gran Bretaña | 10        |  |
|  |              |              |           |      |         | España       | España       | 14        |  |
|  |              |              |           |      |         | España       | España       | 14        |  |
|  |              |              |           |      |         |              |              |           |  |

### Copa de oro
|  | Cuartos de final | Cuartos de final | Cuartos de final |                |               | Semifinales   | Semifinales | Semifinales |                |                | Copa          | Copa         | Copa |  |
|  |                  |                  |                  |                |               |               |             |             |                |                |               |              |      |  |
|  |                  |                  |                  |                |               |               |             |             |                |                |               |              |      |  |
|  | Nueva Zelanda    | Nueva Zelanda    | 22               |                |               |               |             |             |                |                |               |              |      |  |
|  | Nueva Zelanda    | Nueva Zelanda    | 22               |                |               |               |             |             |                |                |               |              |      |  |
|  | Gran Bretaña     | Gran Bretaña     | 5                |                |               |               |             |             |                |                |               |              |      |  |
|  | Gran Bretaña     | Gran Bretaña     | 5                |                | Nueva Zelanda | Nueva Zelanda | 36          |             |                |                |               |              |      |  |
|  |                  |                  |                  |                | Nueva Zelanda | Nueva Zelanda | 36          |             |                |                |               |              |      |  |
|  |                  |                  | Estados Unidos   | Estados Unidos | 0             |               |             |             |                |                |               |              |      |  |
|  | Irlanda          | Irlanda          | Estados Unidos   | Estados Unidos | 0             | 0             |             |             |                |                |               |              |      |  |
|  | Irlanda          | Irlanda          |                  |                |               |               |             |             |                |                |               |              |      |  |
|  | Estados Unidos   | Estados Unidos   | 5                |                |               |               |             |             |                |                |               |              |      |  |
|  | Estados Unidos   | Estados Unidos   | 5                |                |               |               |             |             |                | Nueva Zelanda  | Nueva Zelanda | 19           |      |  |
|  |                  |                  |                  |                |               |               |             |             |                | Nueva Zelanda  | Nueva Zelanda | 19           |      |  |
|  |                  |                  | Australia        | Australia      | 26            |               |             |             |                |                |               |              |      |  |
|  | Francia          | Francia          | Australia        | Australia      | 26            | 14            |             |             |                |                |               |              |      |  |
|  | Francia          | Francia          |                  |                |               |               |             |             |                |                |               |              |      |  |
|  | España           | España           | 5                |                |               |               |             |             |                |                |               |              |      |  |
|  | España           | España           | 5                |                | Francia       | Francia       | 5           |             |                | Tercer lugar   | Tercer lugar  | Tercer lugar |      |  |
|  |                  |                  |                  |                | Francia       | Francia       | 5           |             |                | Tercer lugar   | Tercer lugar  | Tercer lugar |      |  |
|  |                  |                  | Australia        | Australia      | 38            |               |             |             |                |                |               |              |      |  |
|  | Australia        | Australia        | Australia        | Australia      | 38            | 38            |             |             | Estados Unidos | Estados Unidos | 21            |              |      |  |
|  | Australia        | Australia        |                  |                |               |               |             |             | Estados Unidos | Estados Unidos | 21            |              |      |  |
|  | Fiyi             | Fiyi             | 21               |                |               |               |             |             |                |                | Francia       | Francia      | 19   |  |
|  | Fiyi             | Fiyi             | 21               |                |               |               |             |             |                |                | Francia       | Francia      | 19   |  |
|  |                  |                  |                  |                |               |               |             |             |                |                |               |              |      |  |

| Bandera de Australia   |
| Campeón Australia      |
| 1º título del circuito |